# Taraka jezoensis
Taraka jezoensis är en fjärilsart som beskrevs av Matsumura 1929. Taraka jezoensis ingår i släktet Taraka och familjen juvelvingar. Inga underarter finns listade i Catalogue of Life.